# Friedrich August Stüler

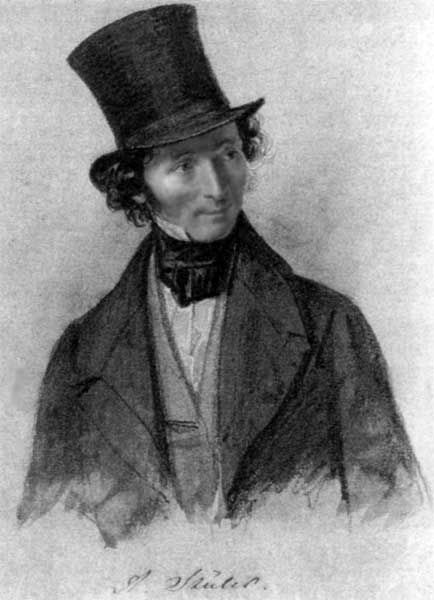
Stüler vers 1840.

Friedrich August Stüler, né le 28 janvier 1800 à Mühlhausen (Saint-Empire) et mort le 18 mars 1865 à Berlin, est un architecte prussien.
Élève de Karl Friedrich Schinkel, il est renommé à son époque à Berlin, où il construit entre autres le Nouveau Musée (Neues Museum).

## Biographie
Friedrich August Stüler étudie à Berlin à partir de 1818 dans la classe de Schinkel. Il fait son Grand Tour en 1829 et 1830 en Italie et en France avec Eduard Knoblauch, puis voyage en Russie avec Heinrich Strack en 1831. Il est nommé inspecteur des bâtiments de la cour de Prusse en 1832 et directeur de la commission des châteaux. Il prépare les plans de la rénovation du palais d'Hiver de Saint-Pétersbourg en 1837, mais ils ne sont pas concrétisés, car l'empereur Nicolas Ier préfère alors le style néo-baroque, plutôt que le style néo-renaissance romantique préconisé par Stüler. Ce dernier est nommé architecte du roi en 1842 et entre dans le cercle des proches du roi Frédéric-Guillaume IV de Prusse qui était féru d'architecture italienne.
Il se rend en Angleterre en 1842 pour un voyage d'études, pendant lequel il s'intéresse à l'architecture de la fonte. Il étudie aussi et met à la mode l'art antique et l'architecture Renaissance. Le roi et son architecte se passionnent pour le paléochristianisme et ses motifs religieux et artistiques. Après la mort de Ludwig Persius, Stüler dirige les travaux de la Friedenskirche de Berlin. Il retourne en Italie avec le roi en 1858-1859.
Friedrich August Stüler meurt âgé de 65 ans à Berlin, où il est enterré au cimetière de Dorotheenstadt.

## Œuvre

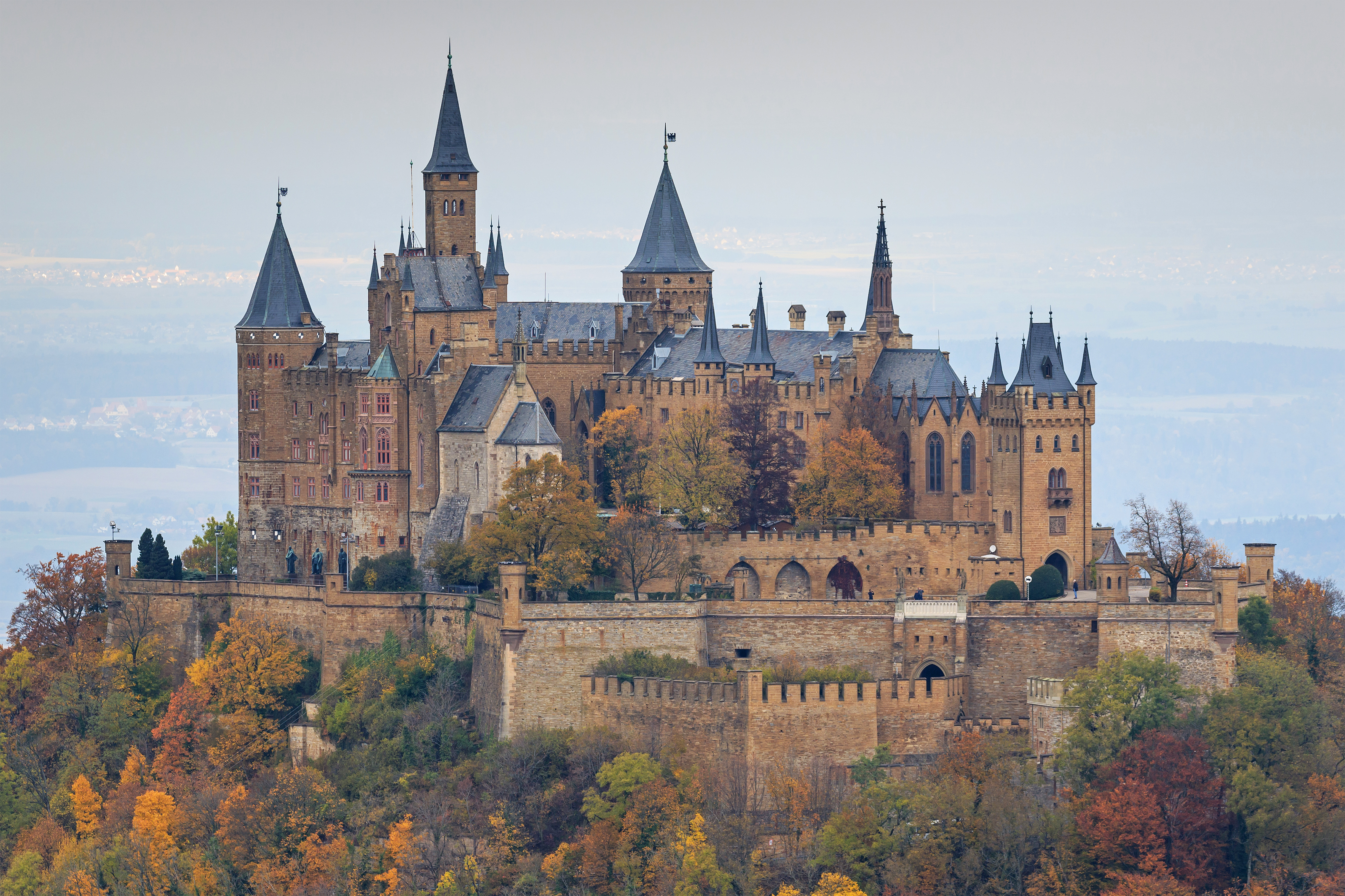
Château de Hohenzollern.

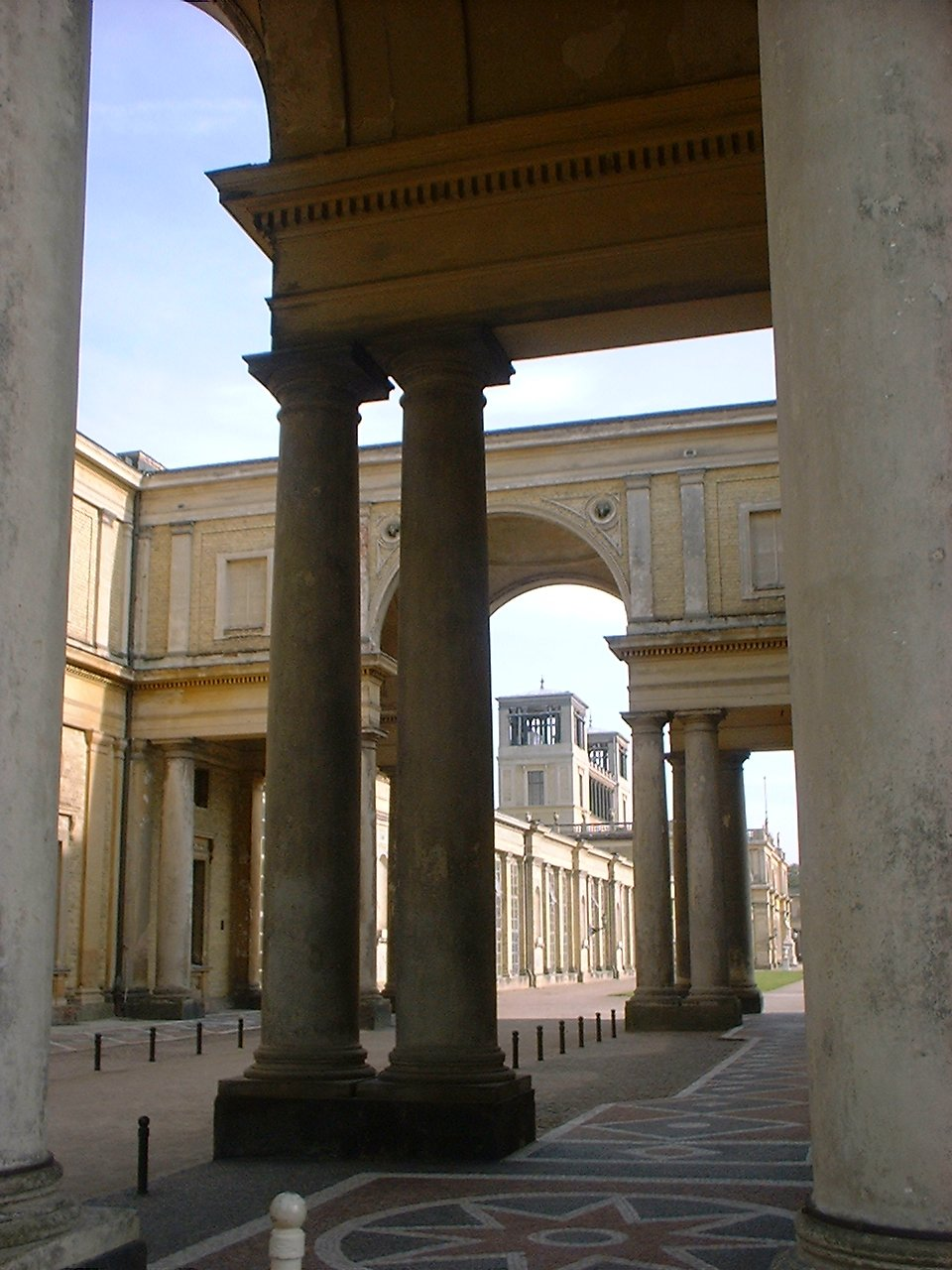
Orangerie de Potsdam.

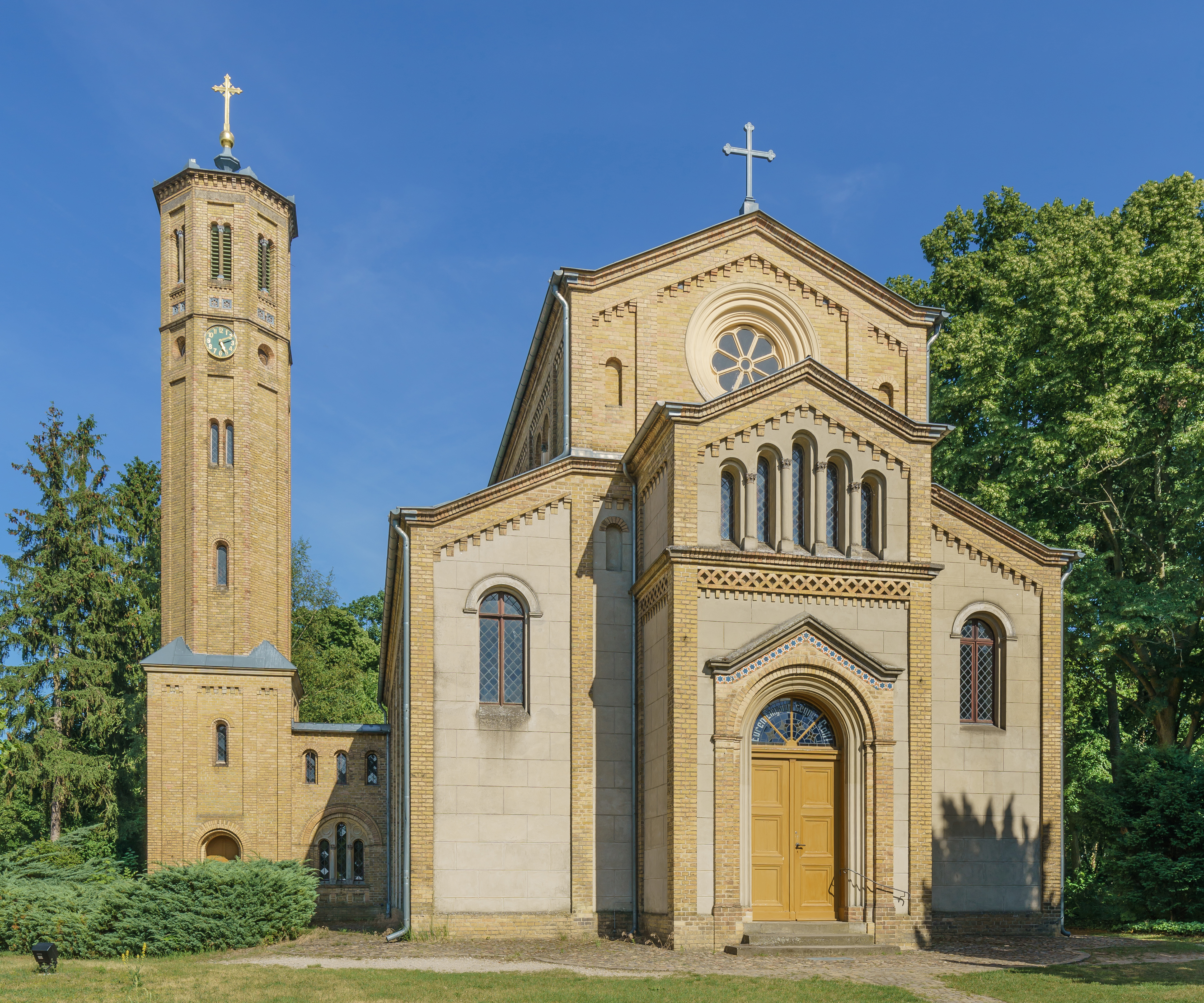
Vue de l'église de Caputh.

Une grande partie de l'œuvre de Stüler a été détruite par les bombardements alliés de la Seconde Guerre mondiale. Stüler se réfère à l'historicisme et au néoclassicisme de son époque, tout en prenant, de son propre aveu, des libertés avec les conceptions de Schinkel.
- 1827-1830, Palais Prinz Karl de la Wilhelmplatz de Berlin (détruit)
- 1827-1831, église de Parchen (de)
- 1837, plans du palais d'Hiver de Saint-Pétersbourg
- 1834-1837, église Saint-Pierre-et-Saint-Paul de Nikolskoïe (de) à Wannsee (Berlin)
- 1842, réaménagement du château de Coblence
- 1842-1845, ajouts à l'église des franciscains de Berlin (de)
- 1842-1843, château de Letzlingen
- 1853-1855, église de Basedow (Mecklembourg)
- 1843-1855, Nouveau Musée de Berlin
- 1844-1845, église Saint-Jacques (de) (St. Jacobi-Kirche) de Berlin-Kreuzberg (Luisenstadt)
- 1844-1863, université de Königsberg
- 1844-1846, église Saint-Matthieu de Berlin-Tiergarten (de)
- 1845, château royal de Breslau, détruit en 1945
- 1845-1854, Friedenskirche de Sans-Souci
- 1845, église luthérienne-évangélique de Wiehl-Drabenderhöhe
- 1847-1853, château des princes Radolin à Jarotschin, aujourd'hui en Pologne
- 1847-1863, Belvédère sur la Pfingstberg à Potsdam
- 1848-1852, église de Caputh
- 1848, église Saint-Jean de Niemegk
- 1848-1866, Nationalmuseum de Stockholm
- 1850-1867, château de Hohenzollern
- 1851-1864, Château de l'Orangerie de Potsdam
- 1851, arc de triomphe de Potsdam (de)
- 1851, château de Schwerin
- 1853, église de Rietavas en Lituanie
- 1851-1857, pont de Dirschau (de), au-dessus de la Vistule
- 1852-1859, caserne de la Garde du Corps au château de Charlottenbourg
- 1854-1855, église de Bornstedt à Potsdam
- 1855-1861, musée Wallraf-Richartz de Cologne, détruit
- 1857-1860, église de la Trinité de Cologne (de)
- 1858, Église du Saint-Esprit de Werder (de)
- 1858, chapelle de Steinfurth, nécropole des Bismarck-Bohlen
- 1858-1859, église de Stolpe (de) à Wannsee
- 1859, reconstruction du château de Prötzel
- 1859-1866, nouvelle synagogue de Berlin
- 1859-1861, Église du château de Letzlingen (de)
- 1859-1862, église de Pinnow (de), près d'Oranienbourg
- 1860-1864, orangerie néoclassique de Sinzig
- 1860, église de Dippmannsdorf (de)
- 1862-1865, académie hongroise des Sciences à Budapest
- 1862-1876, Alte Nationalgalerie (Berlin)
- 1864-1866, église Saint-Nicolas d'Oranienbourg (de)
- 1864, plans de l'église des Douze-Apôtres (de) de Berlin-Schöneberg, construite par Hermann Blankenstein en 1871-1874
- 1865, reconstruction du château de Neustrelitz (de), réalisée après sa mort
- 1867, plans de l'église de Fehrbellin